# Гиацинт (из Афин)
Гиацинт, или Гиакинф (др.-греч. Ὑάκινθος), — персонаж древнегреческой мифологии, афинский герой, переселившийся в Афины с Пелопоннеса. Его дочери Антеида, Эглеида, Литея и Ортея согласно древнему оракулу принесены в жертву на могиле киклопа Гереста во время осады Афин Миносом. Гигин называет лишь одну дочь Антеиду. Согласно Псевдо-Демосфену, Гиакинфидами называли дочерей Эрехтея, по аттическому холму Гиакинф, где они были принесены в жертву. Упоминались афинскими ораторами, например, в речи Фокиона.